# Клер, Онисим Егорович
Они́сим Его́рович Клер (фр. Onésime Clerc; 13 февраля 1845, Корсель (кантон Невшатель), Швейцария — 18 января 1920, Екатеринбург, Советская Россия) — основатель Уральского общества любителей естествознания, его вдохновитель и бессменный секретарь до 1920 года. Автор работ по геологии и естествознанию, организатор «Записок УОЛЕ» и первого Краеведческого музея, преподаватель Екатеринбургской мужской гимназии.

## Биография
Родился в коммуне Корсель кантона Невшатель в семье служащего. И отец, и мать мальчика увлекались естествознанием и приобщили к этому занятию сына. Онисим окончил Невшательскую промышленную школу в Швейцарии в 1862 году, в учебе проявлял значительные успехи. Возможность получить высшее образование у него отсутствовала, так как семья не имела денег на обучение и содержание студента. В связи с этим Клер принял решение получить диплом преподавателя и впоследствии стал гувернёром наследника Трубецких. Семья проживала в Италии, поэтому Онисим покинул отчий дом.
Позже заболел отец Онисима, что заставило юношу вернуться в Швейцарию. Когда пришло время начать поиск работы, поступило предложение из Российской империи. Клер решил ехать, однако по приезде выяснилось, что место уже занято. Онисим сдал экзамены в Императорском Санкт-Петербургском университете на право преподавать французский язык в учебных заведениях и стал трудиться в России. Около трех лет он преподавал французский в Москве, затем около двух лет работал в Ярославле, где участвовал в работе местного естественнонаучного общества.
В 1867 году переехал в Екатеринбург, где в 1861 году открылась мужская гимназия и было вакантное место учителя французского языка. Работал преподавателем французского языка в мужской гимназии (1867—1907), в реальном училище (1873—1878).
Преподавательская деятельность не вытеснила интерес Клера к естественным наукам. Он изучал природу и достопримечательности окрестностей Екатеринбурга. Онисим нашел союзников в лице нового директора гимназии В. В. Всеволодова, управляющего Горным училищем Н. К. Чупина и других коллег по гимназии. Вскоре он высказал предложение создать общество любителей естествознания на Урале и был поддержан. Так в стенах гимназии по инициативе её преподавателей зародились «Уральское общество любителей естествознания» (УОЛЕ) и краеведческий музей.
Был хранителем музея (1901—1905), президентом УОЛЕ (1909—1920). Опубликовал около 60 работ по краеведению.
До самой своей смерти в 1920 году был бессменным секретарём, а затем президентом УОЛЕ.
Скоропостижно скончался от тифа 18 января 1920 года. Похоронен на Лютеранско-католическом кладбище Екатеринбурга (могила утеряна).

## Достижения и награды
Был одним из основных инициаторов начала научной деятельности в Екатеринбурге — организации УОЛЕ (первой научной организации на Урале) и Краеведческого музея, долгое время был их секретарем.

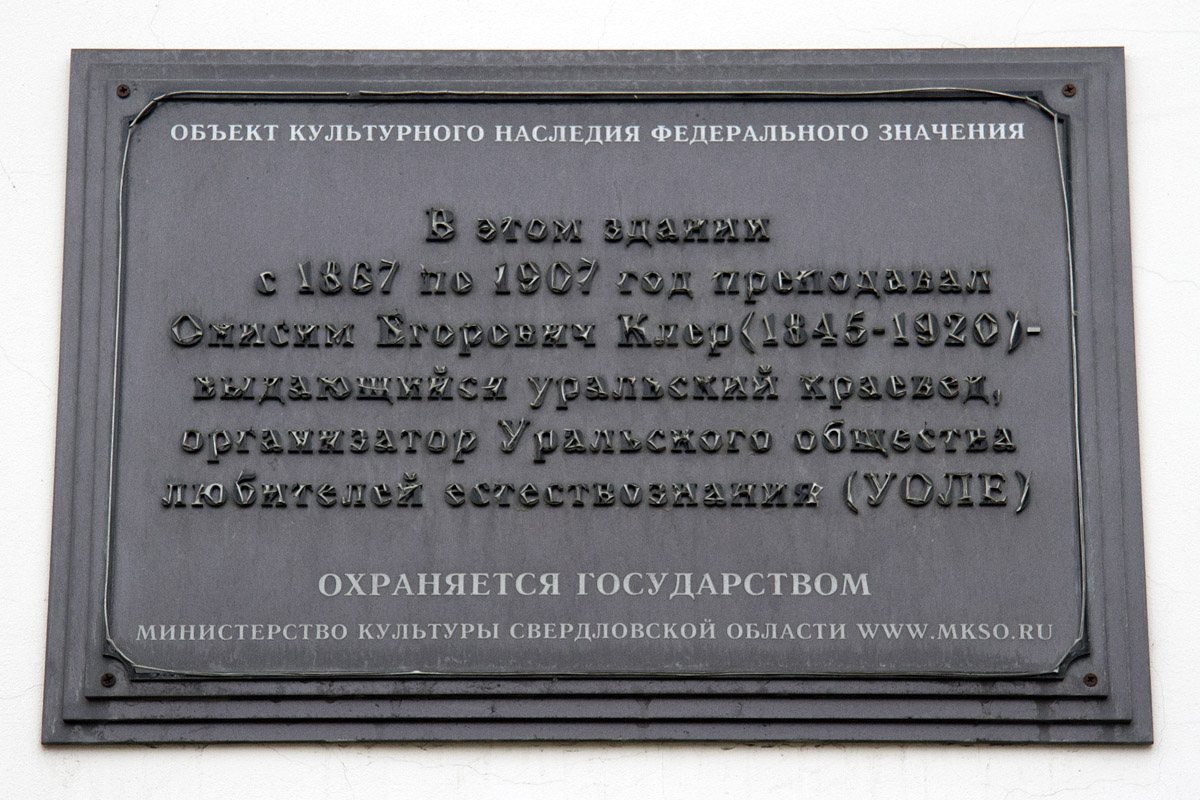
Памятная доска на фасаде Гимназии № 9, посвященная О. Е. Клеру

О. Е. Клер имел награды шведского ордена Полярной звезды, французского знака Университетские пальмы и был членом более чем 20 иностранных и российских научных обществ.

## Семья
Женился в октябре 1870 года на Наталье Николаевне Золотовой (13.08.1849 — 19.01.1893), дочери священника.
Дети:
- Клер, Владимир Онисимович (1878—1958) — Окончил Женевский университет, доктор естественных наук (1904), доктор биологических наук (1935). Возглавлял Уральскую краевую межведомственную комиссию по охране природы[10], врач-гистолог[11].
- Клер, Модест Онисимович (1879—1966) — российский геолог, палеонтолог, гидрогеолог, краевед.
- Клер, Георгий Онисимович — зоолог и певец-тенор.
- Клер, Христиана Онисимовна — учитель французского языка в городе Шадринске. Из 6 родившихся дочерей выжила только одна[9][12].

## Память
Имя Онисима Клера носит ежегодная премия, присуждаемая лучшим музейным проектам Урала.
26 мая 2015 года в Екатеринбурге был установлен первый в России памятник Клеру (у входа в областной краеведческий музей).
С января 2018 года Свердловский областной краеведческий музей носит имя Онисима Клера.